# Khris Middleton
James Khristian "Khris" Middleton (Charleston, Carolina del Sur, 12 de agosto de 1991) es un jugador de baloncesto estadounidense que pertenece a la plantilla de los Washington Wizards de la NBA. Con 2,01 metros de estatura juega en la posición de alero. 

## Trayectoria deportiva

### Universidad
Jugó tres temporadas con los Aggies de la Universidad de Texas A&M, en las que promedió 11,3 puntos, 4,6 rebotes y 2 asistencias por partido. En su temporada sophomore fue incluido en el segundo mejor quinteto de la Big 12 Conference tras liderar a su equipo en anotación (14,4 puntos por partido) y en porcentaje de tiros libres (78,4%).
Tras perderse los últimos 12 partidos por una lesión de rodilla, al término de la temporada se declaró elegible para el draft de la NBA, renunciando a su último año como universitario.

#### Estadísticas
| Año     | Equipo    | PJ | PT | MPP  | %TC  | %3P  | %TL  | RPP | APP | ROB | TPP | PPP  |
| ------- | --------- | -- | -- | ---- | ---- | ---- | ---- | --- | --- | --- | --- | ---- |
| 2009–10 | Texas A&M | 34 | 22 | 20.9 | .416 | .324 | .750 | 3.7 | 1.1 | .9  | .3  | 7.2  |
| 2010–11 | Texas A&M | 33 | 33 | 29.6 | .450 | .361 | .784 | 5.2 | 2.8 | 1.2 | .1  | 14.3 |
| 2011–12 | Texas A&M | 20 | 17 | 28.8 | .415 | .260 | .750 | 5.0 | 2.3 | 1.0 | .3  | 13.2 |
| Total   | Total     | 87 | 72 | 26.0 | .431 | .321 | .768 | 4.6 | 2.0 | 1.0 | .2  | 11.3 |

### Profesional

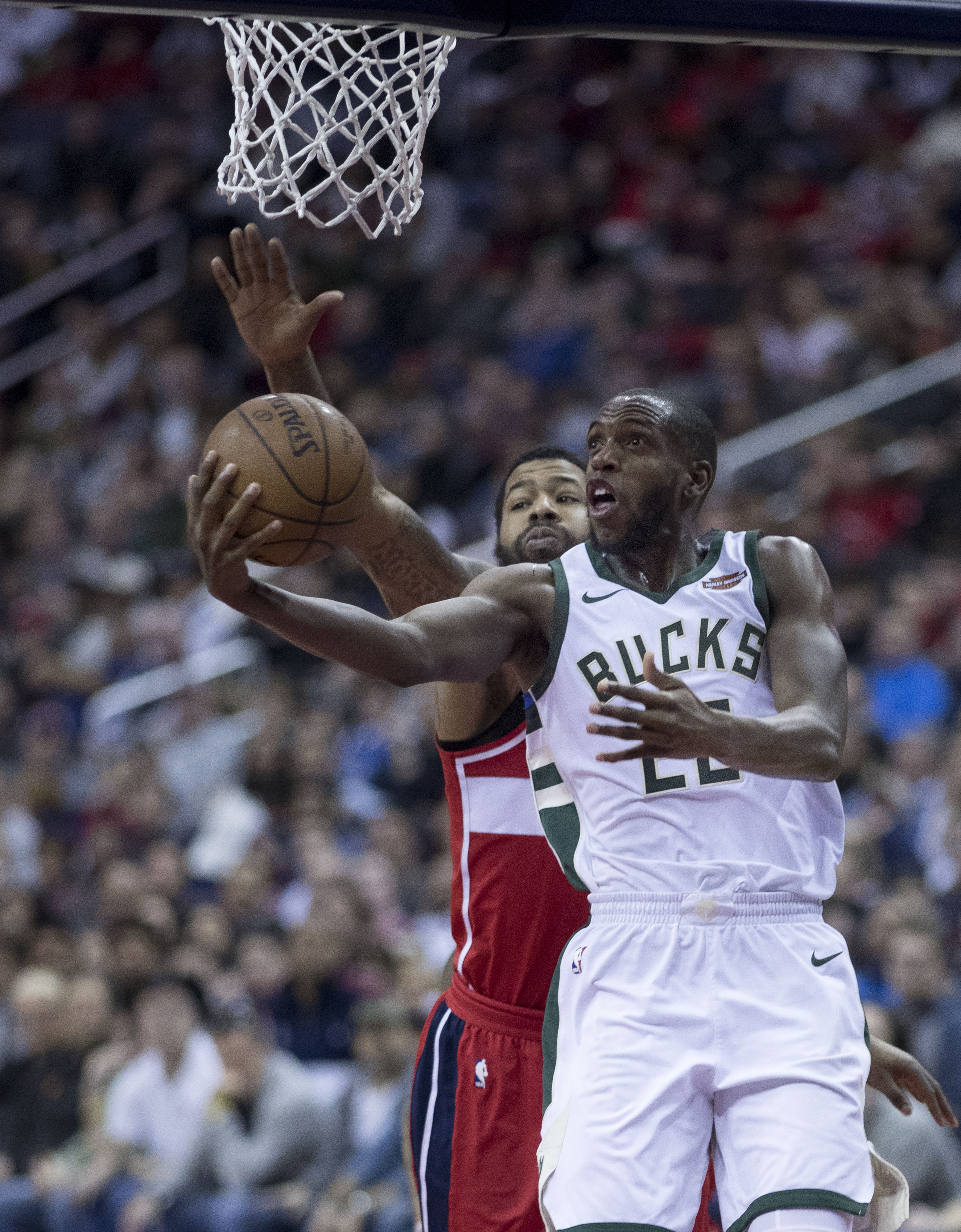
Middleton con los Bucks en 2018.

Fue elegido en la trigésimo novena posición del Draft de la NBA de 2012 por Detroit Pistons, con los que debutó el 10 de noviembre ante Houston Rockets, logrando 4 puntos y 2 robos de balón.
El 31 de julio de 2013, fue traspasado a Milwaukee Bucks en el intercambio que envió a Brandon Jennings a los Pistons.
En la temporada 2014-15 Middleton inició la temporada con bajo rendimiento pero, gracias a su gran manejo del balón y liderazgo, volvió a ser titular y ayudó a los Bucks a alcanzar los Playoff cayendo ante Chicago Bulls con un global de 2-4. A final de temporada optó por ser agente libre pero Milwaukee le retuvo con un contrato de $75 millones en 5 años.
En la temporada 2015-16 sus números mejoraron en especial en línea de triples promediando 42% de acierto permitiéndole participar el Concurso de Triples.
En 2019 se convirtió en el primer jugador que ha pasado por la D-League en disputar un All-Star Game de la NBA.
Durante la temporada 2019-20, concretamente el 28 de enero de 2020, Middleton consiguió un nuevo récord de anotación personal con 51 puntos, en la victoria ante Washington Wizards. Dos días más tarde, el 30 de enero, fue elegido para disputar el All-Star Game de 2020 como reserva de la Conferencia Este, siendo su segunda elección consectutiva.
El 17 de junio de 2021, en el sexto encuentro de semifinales de conferencia ante los Nets, registró 38 puntos, siendo su mayor anotación en un partido de playoffs. El 14 de julio, en el cuarto encuentro de las Finales de la NBA ante los Suns anotó 40 puntos, superando su marca anterior. El 20 de julio de 2021 consiguió, con los Bucks, su primer anillo de campeón tras vencer a los Phoenix Suns en las Finales de la NBA.
Durante su novena temporada en Milwaukee, el 3 de febrero de 2022, se anunció su presencia como reserva en el All-Star Game de la NBA 2022, siendo la tercera participación de su carrera.
En junio de 2023, acuerda una extensión de contrato con los Bucks por 3 años y $102 millones.
El 26 de abril de 2024, en el tercer encuentro de primera ronda ante Indiana Pacers, anotó 42 puntos.
Tras doce temporadas en Milwaukee, el 5 de febrero de 2025, es traspasado junto a A. J. Johnson a los Washington Wizards a cambio de Kyle Kuzma y Patrick Baldwin Jr. En junio de 2025 decide aceptar su opción de jugador y extiende su contrato con los Wizards por una temporada y $33,3 millones.

## Selección nacional
En verano de 2021, fue parte de la selección absoluta estadounidense que participó en los Juegos Olímpicos de Tokio 2020, que ganó la medalla de oro.

## Estadísticas de su carrera en la NBA
|  | Denota temporada en la que ganó un Campeonato de la NBA |

### Temporada regular
| Año      | Equipo     | PJ  | PT  | MPP  | %TC  | %3P  | %TL   | RPP | APP | ROB | TPP | PPP  |
| -------- | ---------- | --- | --- | ---- | ---- | ---- | ----- | --- | --- | --- | --- | ---- |
| 2012-13  | Detroit    | 27  | 0   | 17.6 | .440 | .311 | .844  | 1.9 | 1.0 | .6  | .1  | 6.1  |
| 2013-14  | Milwaukee  | 82  | 64  | 30.0 | .440 | .414 | .861  | 3.8 | 2.1 | 1.0 | .2  | 12.1 |
| 2014-15  | Milwaukee  | 79  | 58  | 30.1 | .467 | .407 | .859  | 4.4 | 2.3 | 1.5 | .1  | 13.4 |
| 2015-16  | Milwaukee  | 79  | 79  | 36.1 | .444 | .396 | .888  | 3.8 | 4.2 | 1.7 | .2  | 18.2 |
| 2016-17  | Milwaukee  | 29  | 23  | 30.7 | .450 | .433 | .880  | 4.2 | 3.4 | 1.4 | .2  | 14.7 |
| 2017-18  | Milwaukee  | 82  | 82  | 36.4 | .466 | .359 | .884  | 5.2 | 4.0 | 1.5 | .3  | 20.1 |
| 2018-19  | Milwaukee  | 77  | 77  | 31.1 | .441 | .378 | .837  | 6.0 | 4.3 | 1.0 | .1  | 18.3 |
| 2019-20  | Milwaukee  | 62  | 59  | 29.9 | .497 | .415 | .916  | 6.2 | 4.3 | .9  | .1  | 20.9 |
| 2020-21  | Milwaukee  | 68  | 68  | 33.4 | .476 | .414 | .898  | 6.0 | 5.4 | 1.1 | .1  | 20.4 |
| 2021-22  | Milwaukee  | 66  | 66  | 32.4 | .443 | .373 | .890  | 5.4 | 5.4 | 1.2 | .3  | 20.1 |
| 2022-23  | Milwaukee  | 33  | 19  | 24.3 | .436 | .315 | .902  | 4.2 | 4.9 | .7  | .2  | 15.1 |
| 2023-24  | Milwaukee  | 55  | 55  | 27.0 | .493 | .381 | .833  | 4.7 | 5.3 | .9  | .3  | 15.1 |
| 2024-25  | Milwaukee  | 23  | 7   | 23.2 | .512 | .407 | .848  | 3.7 | 4.4 | .7  | .2  | 12.6 |
| 2024-25  | Washington | 14  | 14  | 22.1 | .413 | .277 | .868  | 3.7 | 3.4 | 1.3 | .2  | 10.7 |
| Total    | Total      | 776 | 671 | 30.7 | .460 | .387 | .878  | 4.8 | 4.0 | 1.2 | .2  | 16.6 |
| All-Star | All-Star   | 3   | 0   | 21.8 | .357 | .400 | 1.000 | 3.7 | 2.7 | .0  | .0  | 10.0 |

### Playoffs
| Año   | Equipo    | PJ | PT | MPP  | %TC  | %3P  | %TL   | RPP | APP | ROB | TPP | PPP  |
| ----- | --------- | -- | -- | ---- | ---- | ---- | ----- | --- | --- | --- | --- | ---- |
| 2015  | Milwaukee | 6  | 6  | 38.7 | .380 | .324 | .933  | 3.7 | 2.0 | 2.3 | .5  | 15.8 |
| 2017  | Milwaukee | 6  | 6  | 38.5 | .397 | .368 | .818  | 4.7 | 5.3 | 2.0 | .0  | 14.5 |
| 2018  | Milwaukee | 7  | 7  | 39.3 | .598 | .610 | .737  | 5.1 | 3.1 | .9  | .7  | 24.7 |
| 2019  | Milwaukee | 15 | 15 | 34.3 | .418 | .435 | .835  | 6.3 | 4.4 | .6  | .0  | 16.9 |
| 2020  | Milwaukee | 10 | 10 | 35.5 | .394 | .354 | .826  | 6.9 | 6.0 | 1.1 | .2  | 20.3 |
| 2021  | Milwaukee | 23 | 23 | 40.1 | .438 | .343 | .887  | 7.6 | 5.1 | 1.5 | .2  | 23.6 |
| 2022  | Milwaukee | 2  | 2  | 36.0 | .417 | .429 | 1.000 | 5.0 | 7.0 | 1.5 | .0  | 14.5 |
| 2023  | Milwaukee | 5  | 5  | 34.6 | .465 | .406 | .867  | 6.4 | 6.2 | .6  | .0  | 23.8 |
| 2024  | Milwaukee | 6  | 6  | 38.3 | .482 | .355 | .900  | 9.2 | 4.7 | .5  | .2  | 24.7 |
| Total | Total     | 80 | 80 | 37.6 | .441 | .390 | .866  | 6.5 | 4.8 | 1.2 | .2  | 20.6 |

## Vida personal
Es primo de Josh Powell y Kenny Manigault, también baloncestistas profesionales.